# 24547 Stauber
24547 Stauber (tên chỉ định: 2001 DV36) là một tiểu hành tinh vành đai chính. Nó được phát hiện bởi dự án Nghiên cứu tiểu hành tinh gần Trái Đất Lincoln ở Socorro, New Mexico, ngày 19 tháng 2 năm 2001. Nó được đặt theo tên Zachary Jason Stauber, an American high school student whose medicine và health sciences project won second place ở the 2008 Giải thưởng Khoa học và Kỹ thuật Intel.